# Scarlett Pomers
Scarlett Noel Pomers (Riverside, 28 de noviembre de 1988) es una actriz y cantante estadounidense que trabaja en televisión, cine, teatro y música. Sus papeles más conocidos han sido los de Naomi Wildman en Star Trek: Voyager (1998-2001) y Kyra Hart en la serie de televisión Reba (2001-2007). Su primer EP, titulado Insane, fue lanzado el 7 de enero de 2010.

## Primeros años
Scarlett Pomers nació en Riverside, California, y creció en Las Vegas. Como una fan del rock duro, ella comenzó a cantar y tomar clases de guitarra cuando era niña. Cuando tenía tres años, un agente en un local de un centro comercial sugirió a su madre, Michelle, que Scarlett entrara en el negocio de la actuación. Scarlett comenzó a hacer pequeños trabajos hasta que encontraron un agente que le gustaba. Desde entonces, ella ha actuado invitada en muchos programas de televisión y ha aparecido en varias películas.

## Carrera

### Actuando
Pomers hizo su debut como actriz a la edad de tres años en el videoclip de Michael Jackson, "Heal the World" (1992). A continuación, comenzó a hacer anuncios y ha filmado más de tres docenas a la fecha. También ha participado en varios programas de televisión, incluyendo Judging Amy, That's Life y Touched by an Angel.
Pomers tenía cinco años cuando hizo su debut en la pantalla grande en The Baby-Sitters Club. Ella también apareció en Slappy y los Stinkers, Happy, Texas, Erin Brockovich, y la película de TV Geppetto. Ella también apareció en la película de Disney Channel, A Ring of Endless Light.
El primer papel importante de Pomers fue el de Naomi Wildman en el programa de ciencia ficción de UPN, Star Trek: Voyager. Ella apareció en 17 episodios durante más de tres años y ganó un Young Artist Award por Mejor Actuación en una Serie Dramática: Actriz joven. Luego se unió al elenco de la serie de WB Reba, en el papel de Kyra Hart, la hija más joven de Reba y Brock Hart (Reba McEntire y Christopher Rich). Pomers permaneció en el show hasta su final en 2007.
Pomers también ha aparecido como un juez de la serie de ION Television Most Talented Kids de Estados Unidos.
En 2014 Pomers indicó que ella se había retirado efectivamente de la actuación, salvo por algunos trabajos de voz en off para centrarse en la música y la fotografía.

### Música
Como cantante, Pomers fundó la banda SCARLETT, a veces conocido como el "Scarlett Pomers Band", que ha trabajado en lugares como el Knitting Factory, House of Blues, Club One-Seven, The Roxy, y el Whisky a Go Go.
El EP debut de Pomers, Insane, fue lanzado el 7 de enero de 2010, a través de su web oficial, CDbaby.com y iTunes. El álbum consta de cinco pistas.
Pomers ha realizado un cover de un clásico de AC/DC, It's A Long Way To The Top (If You Wanna Rock 'n' Roll) en un álbum tributo a la banda titulado Rock & Roll Train: A Millenium Tribute To AC/DC el cual fue lanzado el 10 de diciembre de 2010, en iTunes.

## Vida personal
A finales de 2005, Pomers se registró en una instalación de tratamiento para la anorexia nerviosa. La actriz de 5 '2 " de altura (157 cm.) había perdido 73 libras y estaba ejercitando hasta seis horas por día. El personaje de Scarlett, Kyra, estuvo ausente de la mayor parte de la quinta temporada de Reba, solamente después de haber aparecido en dos episodios de los veintidós con los que contaba dicha temporada. Ella ya estaba fuera de las instalaciones en enero de 2006. Tras su liberación del tratamiento, Pomers se convirtió en un embajador de la National Eating Disorders Asociation, y comenzó una organización llamada Arch-Angels, que recauda dinero para las personas que sufren de trastornos de la alimentación, pero no pueden pagar el tratamiento. Sus esfuerzos condujeron a la revista Teen People llamarla una de las veinte adolescentes que van a cambiar el mundo. Scarlett regresó al set de filmación de Reba y apareció en episodios de la sexta temporada hasta que el programa terminó en 2007. Pomers, que es vegetariana, comenzó a practicar Kundalini yoga en junio de 2006 después de leer un libro sobre el director de estudio Golden Bridge, Gurmukh Kaur Khalsa, y obtuvo su certificado de enseñanza en la práctica. "El Yoga siempre me hizo sentir muy bien conmigo mismo. Era el último paso de dejar ir el demonio".
Su trastorno de la alimentación se hace referencia en el primer episodio de la sexta temporada. Al entrar en el juego de una ronda de trueno de aplausos en la temporada 6, episodio 1, (después de estar ausente durante la mayor parte de la temporada 5) Reba le pidió a su carácter Kyra "¿Dónde has estado?", a lo que Kyra respondió: "Fui a conseguir algo de comer". Más tarde en el mismo episodio, ella estaba en la sala de estar en dirección a la cocina cuando Van (Steve Howey) le preguntó: "¿A dónde vas?". Ella respondió: "Me estoy buscando algo de comer" y Van responde "¡Nos vemos en dos años!".

## Filmografía
| Año       | Título                         | Papel                                 | Notas                                     |
| --------- | ------------------------------ | ------------------------------------- | ----------------------------------------- |
| 1995      | Step by Step                   | Episodio: "Adventures in Babysitting" |                                           |
| 1995      | Indictment: The McMartin Trial | (no acreditada)                       | Película de TV                            |
| 1995      | The Baby-Sitters Club          | Suzi Barrett                          |                                           |
| 1995      | The Secret World of Alex Mack  | Jackie Phillips                       | Episodio: "Suspect"                       |
| 1996      | Touched by an Angel            | Penny                                 | Episodio: "The Sky Is Falling"            |
| 1997      | The Jeff Foxworthy Show        | Girl Selling Cookies                  | Episodio: "Twister of Fate"               |
| 1998      | Slappy and the Stinkers        | Lucy                                  |                                           |
| 1998      | Martial Law                    | Samantha                              | Episodio: "How Sammo Got His Groove Back" |
| 1998      | Mighty Joe Young               | Charlotte (no acreditada)             |                                           |
| 1998-2001 | Star Trek: Voyager             | Naomi Wildman                         | 17 episodios                              |
| 1999      | Children of a Laughing God     | Scarlett Biggs                        | cortometraje                              |
| 1999      | Happy, Texas                   | Jency                                 |                                           |
| 1999      | Baby Geniuses                  | Carrie (voz)                          |                                           |
| 1999      | Seven Days                     | Jessica Schaffer                      | Episodio: "For the Children"              |
| 1999      | Chicken Soup for the Soul      | Angie                                 | Episodio: "The Heart of Christmas"        |
| 1999      | Diagnosis Murder               | Judy                                  | Episodio: "Santa Claude"                  |
| 2000      | Erin Brockovich                | Shanna Jensen                         |                                           |
| 2000      | Geppetto                       | Featured                              | Película para tv                          |
| 2000      | Providence                     | Becky                                 | Episodio: "Paradise Inn"                  |
| 2000      | Hang Time                      | Suzie                                 | Episodio: "Life 101"                      |
| 2001      | Judging Amy                    | Ashley Marilla                        | Episodio: "The Claw Is Our Master"        |
| 2001      | That's Life                    | Abigail Leski                         | 3 episodios                               |
| 2001      | All About Us                   | Sam Alcott                            | Episodio: "Original Pilot"                |
| 2001-2007 | Reba                           | Kyra Hart                             | 94 episodios                              |
| 2002      | A Ring of Endless Light        | Suzy Austin                           | Película para TV                          |

| Título                     | Papel        | Notas                             |
| -------------------------- | ------------ | --------------------------------- |
| Ruthless!                  | Tina Denmark | Anne Geddes/Morgan-Wixson Theater |
| I'll Be Home for Christmas | Sandy        | X-Mas Productions                 |
| Someone to Count On        | Marci        | St. Paul's Theater                |

| Título                | Papel      |
| --------------------- | ---------- |
| Adventures in Odyssey | Recurrente |

| Title            | Artist          |
| ---------------- | --------------- |
| "Heal the World" | Michael Jackson |
| "Not Back Down"  | Jak Paris       |